# بوركنك (أديامان)
بوركنك (بالكردية: Baronekê‏) (بالتركية: Börkenek)‏ هي قرية كرديّة رشوانيّة تتبع إداريّاً لمديرية أديامان في محافظة أديامان التركية الواقعة في جنوب شرق الأناضول. وبلغ عدد سكانها 553 نسمة في عام 2021.